# Pierre-Jules Hetzel
Pierre-Jules Hetzel (15 de enero de 1814-17 de marzo de 1886) fue un editor y escritor francés, conocido por publicar los Viajes extraordinarios de Julio Verne. También fue el principal editor de Victor Hugo.

## Biografía
Nacido en Chartres, Hetzel estudió derecho en Estrasburgo y fundó una compañía de edición en 1837. Publicó a autores como Honoré de Balzac, Victor Hugo y Émile Zola. En 1843 fundó la Nouveau magazine des enfants. Fue exiliado durante ocho años cuando Luis Napoleón se proclamó emperador, regresando en 1859 por medio de una amnistía.
En abril de 1863 funda la Magazine de ilustración y recreo, donde se publicarán los Viajes Extraordinarios de Jules Verne.
Esperaba que las cosas cambiaran poco a poco por medio de la educación, razón por la cual no aceptó París en el siglo XX, de Jules Verne.
Murió en Montecarlo el 17 de marzo de 1886. Su hijo es quien le siguió en el negocio de la publicación.